# Rio Santău
O Rio Santău (Rio Cehal) é um rio da Romênia, afluente do Ier, localizado no distrito de Satu Mare.